# Calamaria curta
Calamaria curta — вид змій родини полозових (Colubridae). Ендемік Індонезії.

## Поширення і екологія
Calamaria curta відомі з двох місцевостях, розташованих на півдні Сулавесі. Вони живуть у вологих гірських тропічних лісах, на висоті до 1800 м над рівнем моря.